# Iglesia de San Lorenzo (Turín)

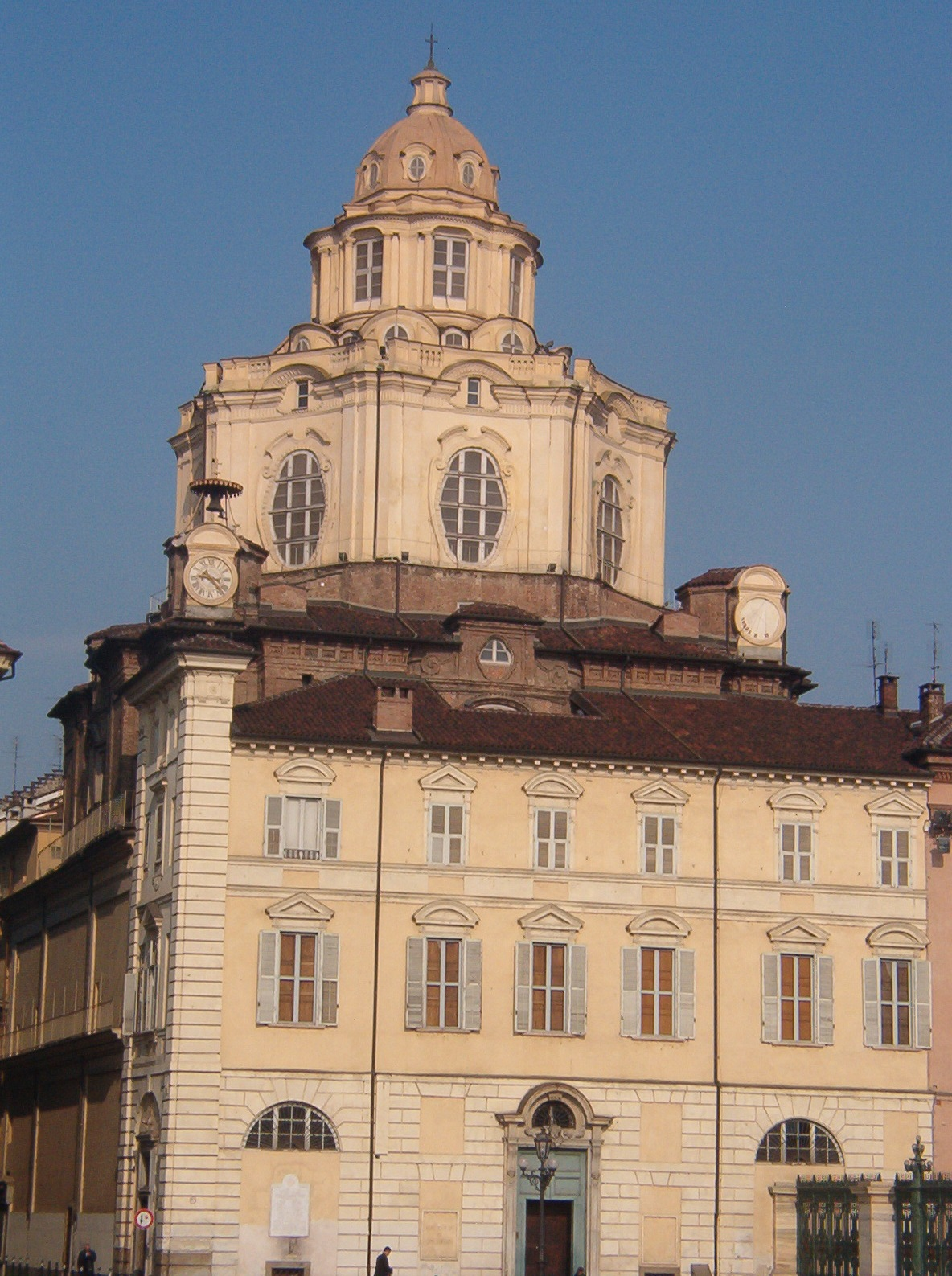
Iglesia de San Lorenzo, de Turín.

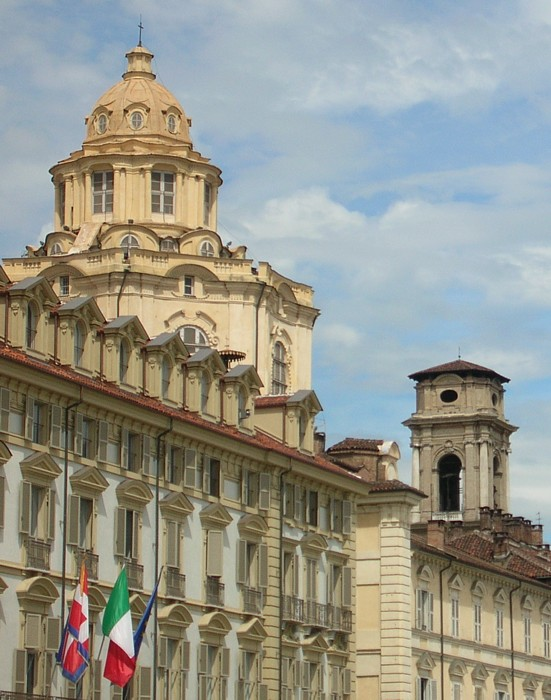
La cúpula vista desde la Plaza del Castillo.

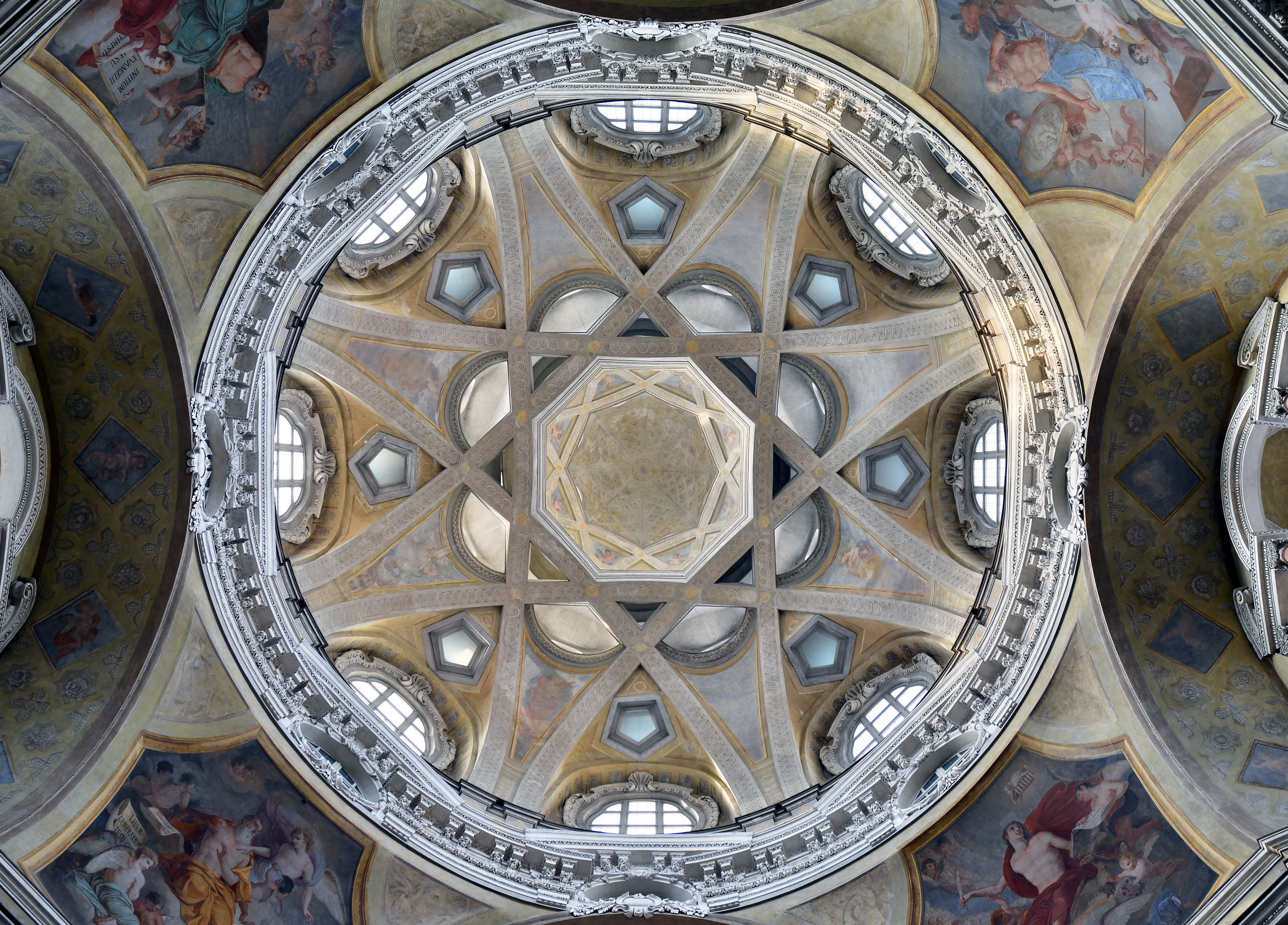
Interior de la cúpula

La iglesia de San Lorenzo (del italiano: Real Chiesa di San Lorenzo) es una iglesia católica de estilo barroco, ubicada en Turín (Italia). Se la apoda «Real» por deseo de la Casa de Saboya y porque se veía como la iglesia de la casa real. Se encuentra en la plaza del Castillo, junto al Palacio Real. Pertenece a la archidiócesis de Turín. La iglesia fue diseñada por varios arquitectos, destacando su finalización según diseño de Guarino Guarini.

## Historia
Manuel Filiberto, perteneciente a la Casa de Saboya y primo de Felipe II de España venció en la batalla de San Quintín el 10 de agosto de 1557, día de san Lorenzo. Había prometido construir, en caso de victoria, una iglesia en honor de san Lorenzo. El rey de España, en El Escorial, hizo erigir una gran basílica en honor al santo, por gratitud, para recordar el suplicio de san Lorenzo mártir.
Al regresar a Turín, no pudiendo por el momento construir una nueva iglesia, Manuel Filiberto dedicó a san Lorenzo una pequeña iglesia preexistente en la plaza del Castillo. Este lugar, aún hoy visible, atrajo a Carlos Borromeo en el momento de su peregrinación a los territorios saboyanos, con el fin de venerar el Santo Sudario: en la pequeña capilla ducal la vio expuesta el santo arzobispo milanés, que allí celebró la misa: a tal celebración asistieron también Torquato Tasso, en aquella época poeta de corte del duque de Saboya.
Solamente un siglo después en 1634 se puso la primera piedra de la iglesia, con proyecto de Ascanio Vittozzi, luego revisado por Carlo di Castellamonte. Pero fue con la llegada a Turín del arquitecto Guarino Guarini cuando avanzaron los trabajos. Guarini trabajó allí desde 1666 a 1680, cuando se inauguró la iglesia en presencia de toda la corte saboyana el 11 de mayo.
En el interior se conserva una copia sobre tela fotográfica de la Sábana Santa.

## Arquitectura
La iglesia se presenta sin fachada: salvo la cúpula, nada permite intuir la presencia, aquí, de un edificio religioso. Esto ha sido siempre objeto de debate: según varias hipótesis, construir la fachada del templo habría roto la simetría de la plaza.
El arquitecto Guarini transforma la originaria planta de cruz latina de la iglesia en planta central constituida por un gran espacio octogonal encerrado en una estructura cuadrada. Desde aquí es posible acceder a un pequeño  presbiterio elíptico transversal ligado al coro con decoraciones de mármol y oro. Da dinamismo el giro de las capillas laterales concebidas como independientes. El espacio asume así un ritmo elástico y rotatorio. La cornisa está compuesta de ocho superficies curvas que se conectan.
El edificio se abre en altura, gracias a la cúpula y la linterna. La cubierta de la cúpula está sostenida por las columnas serlianas, está iluminada por ocho ventanales elípticos y atravesada por un sistema de nervaduras que forman una estrella de ocho puntas, cuya estructura de nervios cruzados evoca la arquitectura califal española, y en cuyo centro hay un octágono regular. Es esta extraordinaria cúpula geométrica lo más destacado de la iglesia.
De particular valor es el altar mayor, que data del año 1680, uno de los más importantes de la Italia septentrional por su estilo innovador: dentro de este mismo altar, Guarini, que era fraile teatino, celebró la misa de consagración de la iglesia. 
Las columnas y los mármoles policromados, en fin, dan un particular color a todo el interior. Gracias a las reducidas dimensiones de la iglesia, es particularmente apreciada por su atmósfera íntima y recogida.